# Coneyhurst
Coneyhurst – osada w Anglii, w hrabstwie West Sussex, w dystrykcie Horsham. Leży 31 km na północny wschód od miasta Chichester i 60 km na południe od Londynu.